# Mnesictena adversa
Mnesictena adversa là một loài bướm đêm trong họ Crambidae.